# Municipio de Mariestad
Municipio de Mariestad (del sueco: Mariestads kommun) es un municipio en la provincia de Västra Götaland en la provincia histórica de Vestrogotia. También es una parte de Skaraborg. La capital es la ciudad de Mariestad. El municipio de Mariestad está situada a orillas del Vänern.

## División administrativa
Hasta el año de 2016 el municipio estaba dividido en 4 ciudades: Lugnås, Lyrestad, Mariestad, Sjötorp y Ullervad. A partir de ese mismo año el municipio se divide en los siguientes distritos.
- Berga
- Björsäter
- Bredsäter
- Ekby
- Ek
- Enåsa
- Färed
- Hassle
- Leksberg
- Lugnås
- Lyrestad
- Låstad
- Mariestad
- Odensåker
- Tidavad
- Torsö
- Ullervad
- Utby